# آرثر غرين (حاخام)
آرثر غرين (بالإنجليزية: Arthur Green)‏ هو حاخام أمريكي، ولد في 21 مارس 1941.